# قائمة قرارات مجلس الأمن التابع للأمم المتحدة لعام 2022
تتضمن قائمة قرارات مجلس الأمن التابع للأمم المتحدة لعام 2022 جميع القرارات الصادرة عن مجلس الأمن التابع للأمم المتحدة خلال العام 2022.

## القائمة
| رقم القرار | الرمز            | نص القرار                        | موضوع القرار                                                                           |
| ---------- | ---------------- | -------------------------------- | -------------------------------------------------------------------------------------- |
| 2618       | S/RES/2618(2022) | نص القرار على موقع الأمم المتحدة | الحالة في قبرص (قوة الأمم المتحدة لحفظ السلام في قبرص)                                 |
| 2619       | S/RES/2619(2022) | نص القرار على موقع الأمم المتحدة | الوضع في ليبيا (بعثة الأمم المتحدة للدعم في ليبيا)                                     |
| 2620       | S/RES/2620(2022) | نص القرار على موقع الأمم المتحدة | تقارير الأمين العام عن السودان وجنوب السودان (فريق الخبراء 1591)                       |
| 2621       | S/RES/2621(2022) | نص القرار على موقع الأمم المتحدة | الوضع بين العراق والكويت (لجنة التعويضات التابعة للأمم المتحدة)                        |
| 2622       | S/RES/2622(2022) | نص القرار على موقع الأمم المتحدة | عدم انتشار أسلحة الدمار الشامل (لجنة القرار 1540)                                      |
| 2623       | S/RES/2623(2022) | نص القرار على موقع الأمم المتحدة | جلسة خاصة طارئة للجمعية العامة بشأن أوكرانيا                                           |
| 2624       | S/RES/2624(2022) | نص القرار على موقع الأمم المتحدة | الحالة في الشرق الأوسط (اليمن)                                                         |
| 2625       | S/RES/2625(2022) | نص القرار على موقع الأمم المتحدة | تقارير الأمين العام عن السودان وجنوب السودان                                           |
| 2626       | S/RES/2626(2022) | نص القرار على موقع الأمم المتحدة | الوضع في أفغانستان                                                                     |
| 2627       | S/RES/2627(2022) | نص القرار على موقع الأمم المتحدة | عدم الانتشار / جمهورية كوريا الشعبية الديمقراطية                                       |
| 2628       | S/RES/2628(2022) | نص القرار على موقع الأمم المتحدة | الوضع في الصومال                                                                       |
| 2629       | S/RES/2629(2022) | نص القرار على موقع الأمم المتحدة | الوضع في ليبيا (بعثة الأمم المتحدة للدعم في ليبيا)                                     |
| 2630       | S/RES/2630(2022) | نص القرار على موقع الأمم المتحدة | تقارير الأمين العام عن السودان وجنوب السودان (قوة الأمم المتحدة الأمنية المؤقتة لأبيي) |
| 2631       | S/RES/2631(2022) | نص القرار على موقع الأمم المتحدة | الوضع فيما يتعلق بالعراق (يونامي)                                                      |
| 2632       | S/RES/2632(2022) | نص القرار على موقع الأمم المتحدة | الوضع في الصومال                                                                       |
| 2633       | S/RES/2633(2022) | نص القرار على موقع الأمم المتحدة | تقارير الأمين العام عن السودان وجنوب السودان                                           |
| 2634       | S/RES/2634(2022) | نص القرار على موقع الأمم المتحدة | السلام والأمن في إفريقيا (الأمن البحري في خليج غينيا)                                  |
| 2635       | S/RES/2635(2022) | نص القرار على موقع الأمم المتحدة | الوضع في ليبيا (إذن تفتيش على السفينة)                                                 |
| 2636       | S/RES/2636(2022) | نص القرار على موقع الأمم المتحدة | تقارير الأمين العام عن السودان وجنوب السودان                                           |
| 2637       | S/RES/2637(2022) | نص القرار على موقع الأمم المتحدة | الآلية الدولية لتصريف الأعمال المتبقية للمحكمتين الجنائيتين                            |
| 2638       | S/RES/2638(2022) | نص القرار على موقع الأمم المتحدة | موعد الانتخابات لملء شاغر في محكمة العدل الدولية                                       |
| 2639       | S/RES/2639(2022) | نص القرار على موقع الأمم المتحدة | قوة الأمم المتحدة لمراقبة فض الاشتباك                                                  |
| 2640       | S/RES/2640(2022) | نص القرار على موقع الأمم المتحدة | الوضع في مالي (مينوسما)                                                                |
| 2641       | S/RES/2641(2022) | نص القرار على موقع الأمم المتحدة | الحالة فيما يتعلق بجمهورية الكونغو الديمقراطية                                         |
| 2642       | S/RES/2642(2022) | نص القرار على موقع الأمم المتحدة | الحالة في الشرق الأوسط                                                                 |
| 2643       | S/RES/2643(2022) | نص القرار على موقع الأمم المتحدة | الوضع في الشرق الأوسط (UNMHA)                                                          |
| 2644       | S/RES/2644(2022) | نص القرار على موقع الأمم المتحدة | الحالة في ليبيا                                                                        |
| 2645       | S/RES/2645(2022) | نص القرار على موقع الأمم المتحدة | المسألة المتعلقة بهايتي                                                                |
| 2646       | S/RES/2646(2022) | نص القرار على موقع الأمم المتحدة | الحالة في قبرص (قوة الأمم المتحدة لحفظ السلام في قبرص)                                 |
| 2647       | S/RES/2647(2022) | نص القرار على موقع الأمم المتحدة | الحالة في ليبيا (بعثة الأمم المتحدة للدعم في ليبيا)                                    |
| 2648       | S/RES/2648(2022) | نص القرار على موقع الأمم المتحدة | الحالة في جمهورية أفريقيا الوسطى                                                       |
| 2649       | S/RES/2649(2022) | نص القرار على موقع الأمم المتحدة | الوضع في مالي                                                                          |
| 2650       | S/RES/2650(2022) | نص القرار على موقع الأمم المتحدة | الحالة في الشرق الأوسط (قوة الأمم المتحدة المؤقتة في لبنان)                            |
| 2651       | S/RES/2651(2022) | نص القرار على موقع الأمم المتحدة | الأخطار التي تهدد السلام والأمن الدوليين                                               |
| 2652       | S/RES/2652(2022) | نص القرار على موقع الأمم المتحدة | صون السلام والأمن الدوليين                                                             |
| 2653       | S/RES/2653(2022) | نص القرار على موقع الأمم المتحدة | المسألة المتعلقة بهايتي                                                                |
| 2654       | S/RES/2654(2022) | نص القرار على موقع الأمم المتحدة | الوضع فيما يتعلق بالصحراء الغربية                                                      |
| 2655       | S/RES/2655(2022) | نص القرار على موقع الأمم المتحدة | تمديد ولاية بعثة التحقق التابعة الأمم المتحدة في كولومبيا                              |
| 2656       | S/RES/2656(2022) | نص القرار على موقع الأمم المتحدة | الوضع في ليبيا                                                                         |
| 2657       | S/RES/2657(2022) | نص القرار على موقع الأمم المتحدة | الوضع في الصومال                                                                       |
| 2658       | S/RES/2658(2022) | نص القرار على موقع الأمم المتحدة | الوضع في البوسنة والهرسك                                                               |
| 2659       | S/RES/2659(2022) | نص القرار على موقع الأمم المتحدة | الوضع في جمهورية أفريقيا الوسطى                                                        |
| 2660       | S/RES/2660(2022) | نص القرار على موقع الأمم المتحدة | تقارير الأمين العام عن السودان وجنوب السودان                                           |
| 2661       | S/RES/2661(2022) | نص القرار على موقع الأمم المتحدة | الوضع في الصومال                                                                       |
| 2662       | S/RES/2662(2022) | نص القرار على موقع الأمم المتحدة | الوضع في الصومال                                                                       |
| 2663       | S/RES/2663(2022) | نص القرار على موقع الأمم المتحدة | منع انتشار أسلحة الدمار الشامل                                                         |
| 2664       | S/RES/2664(2022) | نص القرار على موقع الأمم المتحدة | مسائل عامة تتعلق بالعقوبات                                                             |
| 2665       | S/RES/2665(2022) | نص القرار على موقع الأمم المتحدة | التهديدات للسلم والأمن الدوليين من جراء الأعمال الإرهابية                              |
| 2666       | S/RES/2666(2022) | نص القرار على موقع الأمم المتحدة | الوضع في جمهورية الكونغو الديمقراطية                                                   |
| 2667       | S/RES/2667(2022) | نص القرار على موقع الأمم المتحدة | الوضع في جمهورية الكونغو الديمقراطية                                                   |
| 2668       | S/RES/2668(2022) | نص القرار على موقع الأمم المتحدة | عمليات الأمم المتحدة لحفظ السلام                                                       |
| 2669       | S/RES/2669(2022) | نص القرار على موقع الأمم المتحدة | الوضع في ميانمار                                                                       |
| 2670       | S/RES/2670(2022) | نص القرار على موقع الأمم المتحدة | الوضع في الصومال                                                                       |
| 2671       | S/RES/2671(2022) | نص القرار على موقع الأمم المتحدة | الوضع في الشرق الأوسط                                                                  |